# Museum De Peelstreek
Het Museum "De Peelstreek" is een heemkundig museum in het Limburgse dorp Ysselsteyn, gelegen aan Ysselsteynseweg 113.
Het museum bevat een verzameling landbouwmachines en -gereedschappen, huishoudelijke voorwerpen en dergelijke, zoals deze in de Peel tot omstreeks 1950 nog in gebruik waren. Verder zijn er de voorwerpen die door diverse ambachtslieden werden gebruikt: turfsteker, huisslachter, schoenmaker, klompenmaker, smid, timmerman, wagenmaker en bakker. Er zijn schilderijen van Hein van Well, die aspecten van het boerenleven tonen.
Enkele oude auto's en koetsen, en het opgezette hoofd van de koudbloedhengst Nico van Melo, ontbreken ook niet in de collectie.